# Zimsko spanje (film)
Zimsko spanje (turško Kış Uykusu) je turški dramski film iz leta 2014, ki ga je režiral Nuri Bilge Ceylan in zanj napisal scenarij skupaj z ženo Ebru Ceylan ter temelji na kratki zgodbi Žena Antona Čehova in pod-zapletu v romanu Bratje Karamazovi Fjodora Dostojevskega. Dogajanje je postavljeno v Anatolijo, kjer prikazuje veliko ločnico med bogatimi in revnimi ter mogočnimi in nemočnimi v Turčiji. V glavnih vlogah nastopajo Haluk Bilginer, Demet Akbag in Melisa Sözen. Ceylan je že petnajst let razmišljal o snemanju filma po kratki zgodbi Žena, toda imel je težave pri pisanju scenarija. Film je bil posnet v Kapadokiji v zimskih mesecih za zunanje prizore in v carigrajskem studiu za notranje.
Premierno je bil prikazan 16. maja 2014 na Filmskem festivalu v Cannesu, kjer je osvojil glavno nagrado zlata palma in tudi nagrado Mednarodnega združenja filmskih kritikov, v turških kinematografih pa 13. junija. Nominiran je bil tudi za nagrado César za najboljši tuji film ter evropske filmske nagrade za najboljši film, režijo in scenarij. Osvojil je še azijsko-pacifiško filmsko nagrado za režijo in nagrado za najboljšega igralca (Bilginer) na Mednarodnem filmskem festivalu v Palm Springsu ter bil nominiran za nagrade Bodil za najboljši neameriški film ter London Film Critics' Circle in Los Angeles Film Critics Association za najboljši tujejezični film.

## Vloge
- Haluk Bilginer kot Aydın
- Demet Akbağ kot Necla
- Melisa Sözen kot Nihal
- Ayberk Pekcan kot Hidayet
- Tamer Levent kot Suavi
- Nejat İşler kot İsmail
- Serhat Kılıç kot Hamdi
- Nadir Sarıbacak kot Levent
- Mehmet Ali Nuroğlu kot Timur
- Emirhan Doruktutan kot Ilyas